# Колонада

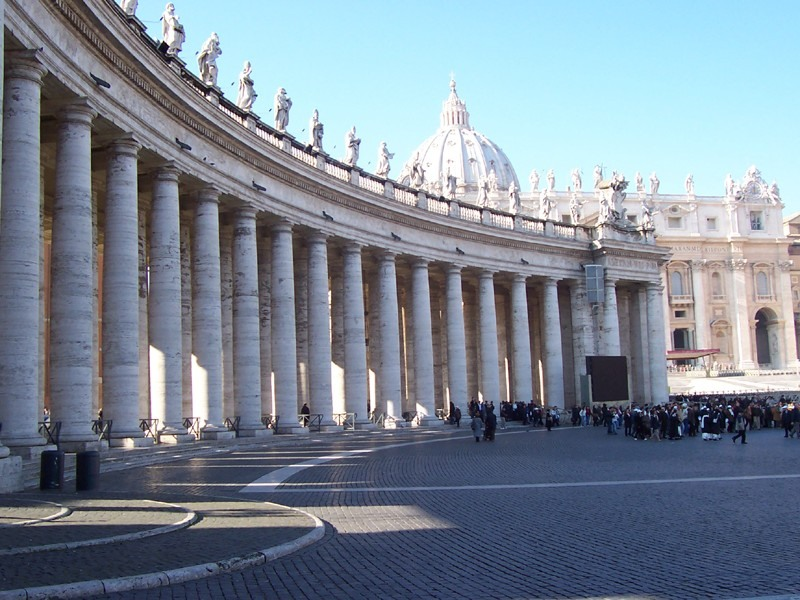
Колонада базиліки Св. Петра, Рим

Колона́да (від фр. colonnade), або сішниця (від соха — «стовп») — ряд або ряди колон, об'єднаних горизонтальним перекриттям. У зовнішній композиції споруди колонада застосовується у вигляді портика або галереї, що прилягають до диптера, периптера. 

## Різновиди
Колонади поєднують відокремлені об'єми (наприклад, вілли Палладіо) та візуально зв'язують периптер із простором двору (перистиль) або майдану (наприклад, Казанський собор у Санкт-Петербурзі).
Колонади також можуть являти собою самостійні споруди. Криті колонади називають стоа.

## В Україні
Урочиста велика колонада наявна в Будівлі міністерства закордонних справ України.

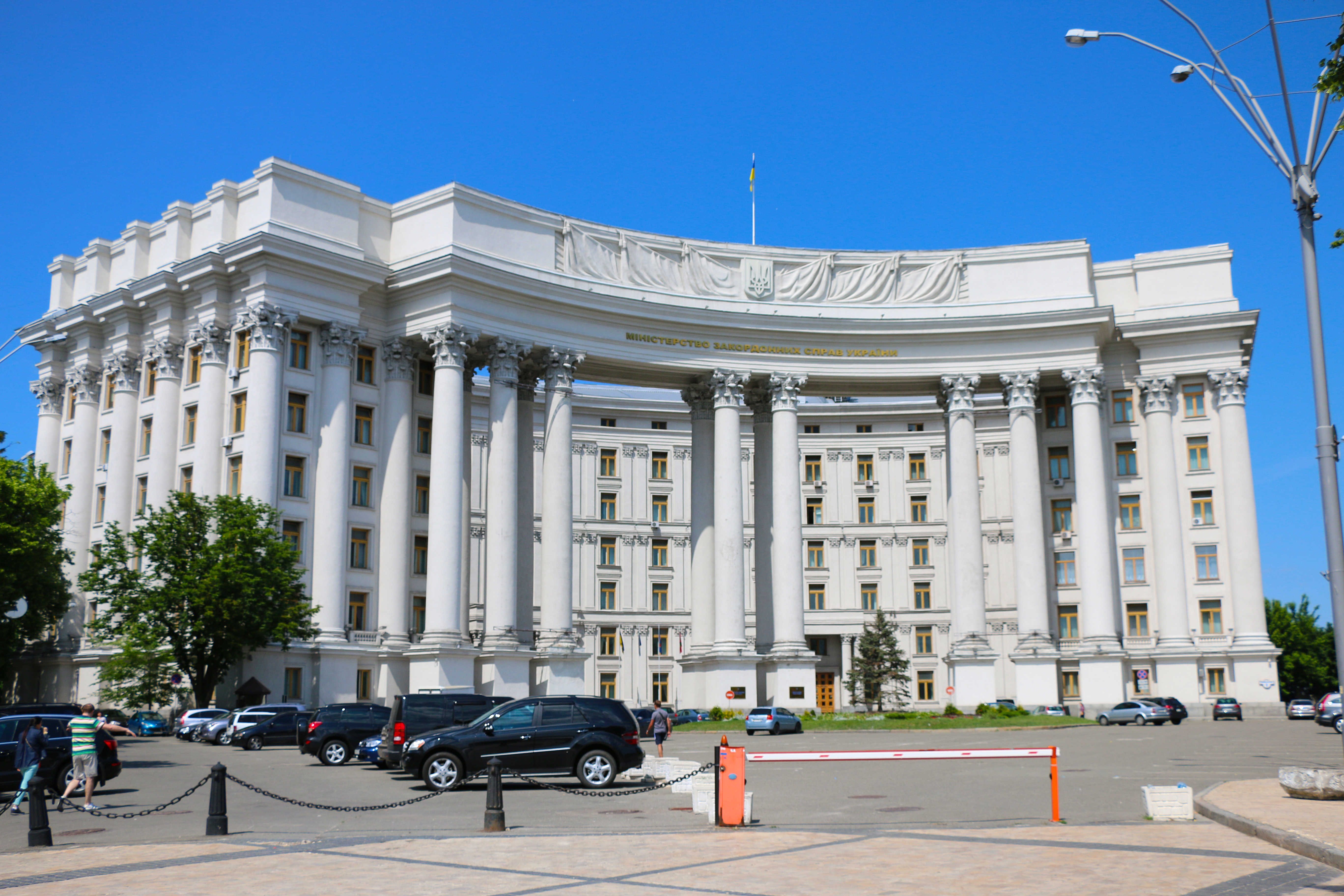
Колонада коринфського ордеру в будівлі МЗС України